# Kangasjärvi (sjö i Finland, Kajanaland, lat 63,82, long 29,80)
Kangasjärvi är en sjö i Finland. Den ligger i kommunen Kuhmo i landskapet Kajanaland, i den centrala delen av landet, 500 km nordost om huvudstaden Helsingfors. Kangasjärvi ligger 192 meter över havet. I omgivningarna runt Kangasjärvi växer i huvudsak barrskog. Arean är 32,3 hektar och strandlinjen är 4,49 kilometer lång. Sjön  ingår i Vuoksens huvudavrinningsområde. 